# Superstition (Lied)
Superstition ist ein Lied des US-amerikanischen Musikers Stevie Wonder, das im Oktober 1972 erschien.

## Entstehung und Veröffentlichung
Das Lied wurde vom Interpreten selbst getextet, komponiert und produziert. Das Schlagzeug am Anfang des Songs wurde von Stevie Wonder im Record Plant Studio in Hollywood auf dem Drumset des Produzenten Scott Mathews eingespielt. Für das Clavinet-Intro benutzte Wonder ein Hohner Clavinet Model C, für die Basslinie einen Moog-Synthesizer. Trompete und Tenorsaxophon wurden von Steve Madaio und Trevor Laurence beigetragen.
Jeff Beck war ein großer Fan von Stevie Wonders Musik, wovon jener während der Aufnahmen zu Talking Book erfuhr. Obwohl Wonder zu dieser Zeit fast alle Instrumente zu seinen Stücken selbst einspielte, wollte er immer gern andere Gitarristen zu seinen Aufnahmen einladen. Daher war er von der Idee angetan, dass Beck an Talking Book mitarbeitete. Man einigte sich darauf, Beck an Wonders Album zu beteiligen und Wonder im Gegenzug ein Stück für Beck schreiben zu lassen. Während der Aufnahmen steuerte Beck den Schlagzeug-Beat bei, der das Stück eröffnet, und beide produzierten damit das erste Demo zu Superstition. Ursprünglich sollte Becks Version des Songs mit seiner kürzlich gegründeten Band Beck, Bogert & Appice zuerst veröffentlicht werden. Als sich die Veröffentlichung dieses Albums verzögerte, brachte Stevie Wonder Superstition als erste Single der Talking-Book-LP heraus.
Die Erstveröffentlichung von Superstition erfolgte als Single am 24. Oktober 1972 bei Motown. Diese erschien als 7″-Single mit der B-Seite You’ve Got It Bad Girl (Katalognummer: T 54226 F). Im Folgejahr erschien eine 7″-Singleausführung mit der B-Seite You Are the Sunshine of My Life (Katalognummer: 73800). Drei Tage nach der Singleveröffentlichung erschien das Lied als Teil von Talking Book (Katalognummer: 072-93 880), dem 14. Studioalbum Stevie Wonders, dessen erste Singleauskopplung es ist. Wonder nahm zudem eine Version von Superstition in der Sesamstraße im Jahr 1973 auf. Diese Version erschien im Jahr 2003 auf dem Album Songs from the Street: 35 Years in Music (Katalognummer: 	Sony Wonder L3K 86030).

## Inhalt
Der Liedtext beschreibt die negativen Folgen des Aberglaubens.

## Rezeption
Im November 2004 erreichte das Lied im Rolling Stone Platz 74 der Liste Die 500 besten Songs aller Zeiten.

## Kommerzieller Erfolg

### Chartplatzierungen
Superstition avancierte nach Fingertips Pt. 2 (Mai 1963) zum zweiten Nummer-eins-Hit für Wonder in den US-amerikanischen Billboard Hot 100.
| ChartsChartplatzierungen       | Höchstplatzierung | Wochen |
| ------------------------------ | ----------------- | ------ |
| Deutschland (GfK)              | 21 (10 Wo.)       | 10     |
| Vereinigte Staaten (Billboard) | 1 (16 Wo.)        | 16     |
| Vereinigtes Königreich (OCC)   | 11 (18 Wo.)       | 18     |

| ChartsJahrescharts (1973)      | Platzierung |
| ------------------------------ | ----------- |
| Vereinigte Staaten (Billboard) | 26          |

### Auszeichnungen für Musikverkäufe
| Land/Region                  | Auszeichnungen für Musikverkäufe (Land/Region, Auszeichnung, Verkäufe) | Verkäufe  |
| ---------------------------- | ---------------------------------------------------------------------- | --------- |
| Dänemark (IFPI)              | Gold                                                                   | 45.000    |
| Italien (FIMI)               | Platin                                                                 | 50.000    |
| Neuseeland (RMNZ)            | 4× Platin                                                              | 120.000   |
| Spanien (Promusicae)         | Platin                                                                 | 60.000    |
| Vereinigtes Königreich (BPI) | 3× Platin                                                              | 1.800.000 |
| Insgesamt                    | 1× Gold · 9× Platin ·                                                  | 2.075.000 |

Hauptartikel: Stevie Wonder/Auszeichnungen für Musikverkäufe

## Coverversionen
Jeff Beck veröffentlichte seine Version des Stücks mit Beck, Bogert & Appice auf deren erstem, selbstbetitelten Album (Katalognummer: Epic KE 32140).

## Trivia
- Superstition inspirierte Led Zeppelin zu Trampled Under Foot (1975 veröffentlicht).[12]
- 1982 verwendete John Carpenter den Titel in seinem Film Das Ding aus einer anderen Welt.
- Prince bezeichnete Superstition als einen von 55 Songs, die ihn musikalisch inspiriert haben.